# Oscarverleihung 1936
Übersicht aller ausgezeichneten Filme

◄ | 1932 | 1934 | 1935 | Oscarverleihung 1936 | 1937 | 1938 | 1939 | 1940 | ► | ►►

Weitere Ereignisse
Die Oscarverleihung 1936 fand am 5. März 1936 im Los Angeles Biltmore Hotel in Los Angeles statt. Es waren die 8th Annual Academy Awards. Im Jahr der Oscar-Verleihung werden immer Filme ausgezeichnet, die im vergangenen Jahr angelaufen sind, in diesem Fall also die Filme des Jahres 1935. Bei dieser Oscarverleihung war erstmals die externe Firma PricewaterhouseCoopers für die Auszählung der abgegebenen Stimmen zuständig.

## Moderation
Frank Capra

## Gewinner und Nominierte
| Film                               | N | A |
| ---------------------------------- | - | - |
| Meuterei auf der Bounty            | 8 | 1 |
| Bengali                            | 6 | 1 |
| Der Verräter                       | 6 | 4 |
| Unter Piratenflagge                | 5 | 0 |
| Die Elenden                        | 4 | 0 |
| Ich tanz’ mich in dein Herz hinein | 4 | 0 |
| Ein Sommernachtstraum              | 4 | 2 |
| Broadway-Melodie 1936              | 3 | 1 |
| David Copperfield                  | 3 | 0 |
| Der Weg im Dunkel                  | 3 | 1 |
| Alice Adams                        | 2 | 0 |
| Die Goldgräber von 1935            | 2 | 1 |
| Tolle Marietta                     | 2 | 1 |

### Bester Film
Meuterei auf der Bounty (Mutiny on the Bounty) – Metro-Goldwyn-Mayer
Alice Adams – RKO Radio
Broadway-Melodie 1936 (Broadway Melody of 1936) – Metro-Goldwyn-Mayer
Unter Piratenflagge (Captain Blood) – Cosmopolitan Productions
David Copperfield – Metro-Goldwyn-Mayer
Der Verräter (The Informer) – RKO Radio
Die Elenden (Les Misérables) – 20th Century Pictures
Bengali (The Lives of a Bengal Lancer) – Paramount Pictures
Ein Sommernachtstraum (A Midsummer Night’s Dream) – Warner Bros.
Tolle Marietta (Naughty Marietta) – Metro-Goldwyn-Mayer
Ein Butler in Amerika (Ruggles of Red Gap) – Paramount Pictures
Ich tanz’ mich in dein Herz hinein (Top Hat) – RKO Radio

### Beste Regie
John Ford – Der Verräter (The Informer)
Michael Curtiz – Unter Piratenflagge (Captain Blood)
Henry Hathaway – Bengali (The Lives of a Bengal Lancer)
Frank Lloyd – Meuterei auf der Bounty (Mutiny on the Bounty)

### Bester Hauptdarsteller
Victor McLaglen – Der Verräter (The Informer)
Clark Gable – Meuterei auf der Bounty (Mutiny on the Bounty)
Charles Laughton – Meuterei auf der Bounty (Mutiny on the Bounty)
Paul Muni – In blinder Wut (Black Fury)
Franchot Tone – Meuterei auf der Bounty (Mutiny on the Bounty)

### Beste Hauptdarstellerin
Bette Davis – Dangerous
Elisabeth Bergner – Verlaß mich niemals wieder (Escape Me Never)
Claudette Colbert – Oberarzt Dr. Monet (Private Worlds)
Katharine Hepburn – Alice Adams
Miriam Hopkins – Jahrmarkt der Eitelkeiten (Becky Sharp)
Merle Oberon – Der Weg im Dunkel (The Dark Angel)

### Beste Regieassistenz
Clem Beauchamp und Paul Wing – Bengali (The Lives of a Bengal Lancer)
Joseph M. Newman – David Copperfield
Eric Stacey – Die Elenden (Les Misérables)
Sherry Shourds – Ein Sommernachtstraum (A Midsummer Night’s Dream)

### Beste Originalgeschichte
Ben Hecht und Charles MacArthur – Ein charmanter Schurke (The Scoundrel)
Moss Hart – Broadway-Melodie 1936 (Broadway Melody of 1936)
Don Hartman und Stephen Morehouse Avery – The Gay Deception
Darryl F. Zanuck alias Gregory Rogers – Der FBI-Agent (‘G’ Men)

### Bestes adaptiertes Drehbuch
Dudley Nichols – Der Verräter (The Informer)
Casey Robinson – Unter Piratenflagge (Captain Blood)
Achmed Abdullah, John L. Balderston, Grover Jones, William Slavens McNutt und Waldemar Young – Bengali (The Lives of a Bengal Lancer)
Talbot Jennings, Jules Furthman und Carey Wilson – Meuterei auf der Bounty (Mutiny on the Bounty)

### Beste Kamera
Hal Mohr – Ein Sommernachtstraum (A Midsummer Night’s Dream)
Ray June – San Francisco im Goldfieber (Barbary Coast)
Victor Milner – Kreuzritter – Richard Löwenherz (The Crusades)
Gregg Toland – Die Elenden (Les Misérables)

### Bestes Szenenbild
Richard Day – Der Weg im Dunkel (The Dark Angel)
Hans Dreier und Roland Anderson – Bengali (The Lives of a Bengal Lancer)
Van Nest Polglase und Carroll Clark – Ich tanz’ mich in dein Herz hinein (Top Hat)

### Bester Ton
Douglas Shearer – Tolle Marietta (Naughty Marietta)
Carl Dreher – I Dream Too Much
Edmund H. Hansen – Musik um Mitternacht (Thanks a Million)
Franklin Hansen – Bengali (The Lives of a Bengal Lancer)
Gilbert Kurland – Frankensteins Braut (Bride of Frankenstein)
Nathan Levinson – Unter Piratenflagge (Captain Blood)
John P. Livadary – Love Me Forever
Thomas T. Moulton – Der Weg im Dunkel (The Dark Angel)
Republic SSD – 1,000 Dollars a Minute

### Bester Schnitt
Ralph Dawson – Ein Sommernachtstraum (A Midsummer Night’s Dream)
Margaret Booth – Meuterei auf der Bounty (Mutiny on the Bounty)
George Hively – Der Verräter (The Informer)
Ellsworth Hoagland – Bengali (The Lives of a Bengal Lancer)
Robert J. Kern – David Copperfield
Barbara McLean – Die Elenden (Les Misérables)

### Bester Song
Lullaby of Broadway – Die Goldgräber von 1935 (Gold Diggers of 1935)
Cheek to Cheek – Ich tanz’ mich in dein Herz hinein (Top Hat)
Lovely to Look At – Roberta

### Beste Filmmusik
Max Steiner – Der Verräter (The Informer)
Nat W. Finston – Meuterei auf der Bounty (Mutiny on the Bounty)
Leo F. Forbstein – Unter Piratenflagge (Captain Blood)
Irvin Talbot – Peter Ibbetson

### Bester Kurzfilm – Cartoon
Die drei kleinen Waisenkätzchen (Three Orphan Kittens) – Regie: Walt Disney
Im Land der Kuscheltiere (The Calico Dragon) – Regie: Hugh Harman und Rudolf Ising
Wer schoss auf Robin? (Who Killed Cock Robin?) – Regie: Walt Disney

### Bester Kurzfilm – Comedy
How to Sleep – Regie: Jack Chertok
Oh, My Nerves – Regie: Jules White
Laurel und Hardy: Die besudelte Ehre (Tit for Tat) – Regie: Hal Roach

### Bester Kurzfilm – Novelty
Wings Over Everest – Gaumont British und Skibo Productions
Camera Thrills – Universal Studios
Audioscopiks – Regie: Pete Smith

### Beste Tanzregie
Dave Gould – Broadway-Melodie 1936 (Broadway Melody of 1936) und Folies Bergère de Paris
Busby Berkeley – Die Goldgräber von 1935 (Golddiggers of 1935)
Bobby Connolly – Broadway Hostess und Go Into Your Dance
Sammy Lee – King of Burlesque
Hermes Pan – Ich tanz’ mich in dein Herz hinein (Top Hat)
LeRoy Prinz – All the King’s Horses und The Big Broadcast of 1936
Benjamin Zemach – She – Herrscherin einer versunkenen Welt (She)

## Besondere Auszeichnungen
| Ehrenoscar                             | David Wark Griffith |
| Academy Award of Merit                 | Agfa-Ansco Corporation für den Agfa-Infrarot-Film |
| Preis für Wissenschaft und Entwicklung | Eastman Kodak Corporation für den Eastman-Pola-Screen |
| Preis für Technische Verdienste        | Metro-Goldwyn-Mayer for the development of anti-directional negative and positive development by means of jet turbulation, and the application of the method to all negative and print processing of the entire product of a major producing company |
| Preis für Technische Verdienste        | William A. Mueller vom Warner Bros.-First National Studio Sound Department for his method of dubbing, in which the level of the dialogue automatically controls the level of the accompanying music and sound effects                                |
| Preis für Technische Verdienste        | Mole-Richardson Company for their development of the ‘Solar-spot’ spot lamps |
| Preis für Technische Verdienste        | Douglas Shearer und Metro-Goldwyn-Mayer for their automatic control system for cameras and sound recording machines and auxiliary stage equipment |
| Preis für Technische Verdienste        | Electrical Research Products Inc. for their study and development of equipment to analyze and measure flutter resulting from the travel of the film through the mechanisms used in the recording and reproduction of sound                           |
| Preis für Technische Verdienste        | Paramount Productions for the design and construction of the Paramount transparency air turbine developing machine |
| Preis für Technische Verdienste        | Nathan Levinson for the method of intercutting variable density and variable area sound tracks to secure an increase in the effective volume range of sound recorded for motion pictures                                                             |